# Naso fageni
Naso fageni är en fiskart som beskrevs av Morrow, 1954. Naso fageni ingår i släktet Naso och familjen Acanthuridae. IUCN kategoriserar arten globalt som livskraftig. Inga underarter finns listade i Catalogue of Life.